# Макс-Крік (Міссурі)
Макс-Крік (англ. Macks Creek) — переписна місцевість (CDP) в США, в окрузі Кемден штату Міссурі. Населення — 365 осіб (2020).

## Географія
Макс-Крік розташований за координатами 37°57′47″ пн. ш. 92°57′47″ зх. д. / 37.96306° пн. ш. 92.96306° зх. д. (37.962936, -92.963189).  За даними Бюро перепису населення США в 2010 році переписна місцевість мала площу 3,03 км², з яких 3,02 км² — суходіл та 0,01 км² — водойми. В 2017 році площа становила 3,82 км², з яких 3,80 км² — суходіл та 0,01 км² — водойми.

## Демографія
Згідно з переписом 2010 року, у місті мешкали 244 особи в 102 домогосподарствах у складі 63 родин. Густота населення становила 81 особа/км².  Було 132 помешкання (44/км²).
Расовий склад населення:
| - 97,1 % — білих |

До двох чи більше рас належало 2,5 %. Частка іспаномовних становила 2,5 % від усіх жителів.
За віковим діапазоном населення розподілялося таким чином: 24,6 % — особи молодші 18 років, 59,4 % — особи у віці 18—64 років, 16,0 % — особи у віці 65 років та старші. Медіана віку мешканця становила 37,5 року. На 100 осіб жіночої статі у місті припадало 87,7 чоловіків;  на 100 жінок у віці від 18 років та старших — 84,0 чоловіків також старших 18 років.
Середній дохід на одне домашнє господарство  становив 30 985 доларів США (медіана — 20 125), а середній дохід на одну сім'ю — 35 972 долари (медіана — 26 250). За межею бідності перебувало 49,2 % осіб, у тому числі 55,2 % дітей у віці до 18 років та 16,7 % осіб у віці 65 років та старших.
Цивільне працевлаштоване населення становило 123 особи. Основні галузі зайнятості: будівництво — 24,4 %, роздрібна торгівля — 18,7 %, мистецтво, розваги та відпочинок — 16,3 %, освіта, охорона здоров'я та соціальна допомога — 14,6 %.